# جکلین لیک
جکلین لیک (انگلیسی: Jacklyn Lick؛ زاده ۲۰ مهٔ ۱۹۷۴) یک بازیگر پورنوگرافی است.